# Auros
Auros é uma comuna francesa na região administrativa da Nova Aquitânia, no departamento da Gironda. Estende-se por uma área de 15,2 km². Em 2010 a comuna tinha 1 039 habitantes (densidade: 68,4 hab./km²).